# 琼·伍德兰
琼·伍德兰（英語：Joan Woodland，1921年5月8日—2013年11月13日），澳大利亚女子田径运动员。她曾代表澳大利亚参加1938年大英帝国运动会田径比赛，获得女子660码接力金牌和女子100码第五名。